# Haukkasalo (ö i Mellersta Finland)
Haukkasalo är en ganska stor ö i Finland. Den ligger i sjön Päijänne och i kommunen Kuhmois i den ekonomiska regionen  Jämsä  och landskapet Mellersta Finland, i den södra delen av landet, 170 km norr om huvudstaden Helsingfors. Öns area är 11,92 kvadratkilometer och dess största längd är 5,8 kilometer i öst-västlig riktning.